# Matthias Goebbels
Matthias Goebbels, né le 19 mars 1836 à Baesweiler, arrondissement de Geilenkirchen en province de Rhénanie et mort le 6 septembre 1911 à Aix-la-Chapelle, est un religieux catholique prussien et un peintre, auteur de décors muraux dans des églises.

## Biographie
Joseph Matthias Hubertus Goebbels est chapelain de l'église Sainte-Marie-du-Capitole à Cologne. En reconnaissance de ses mérites, il est nommé en 1892 chanoine de la cathédrale d'Aix-la-Chapelle. 
Il meurt le 6 septembre 1911 ; il avait choisi d'être enterré dans le cimetière de sa ville natale, Baesweiler. Le parvis du cimetière a été baptisé en son honneur au printemps 2007.

## Œuvre

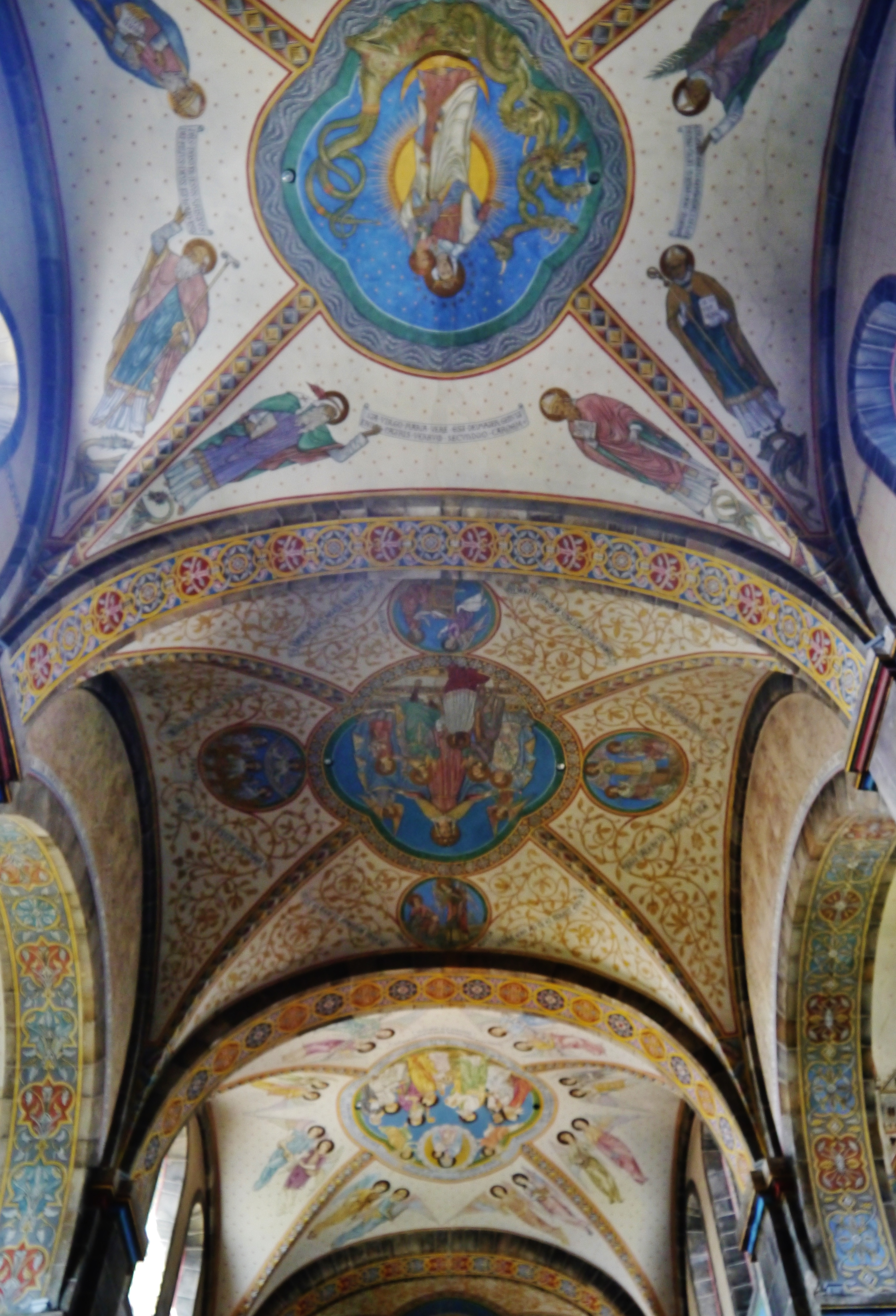
Décor des voûtes de l'église abbatiale de Rolduc.

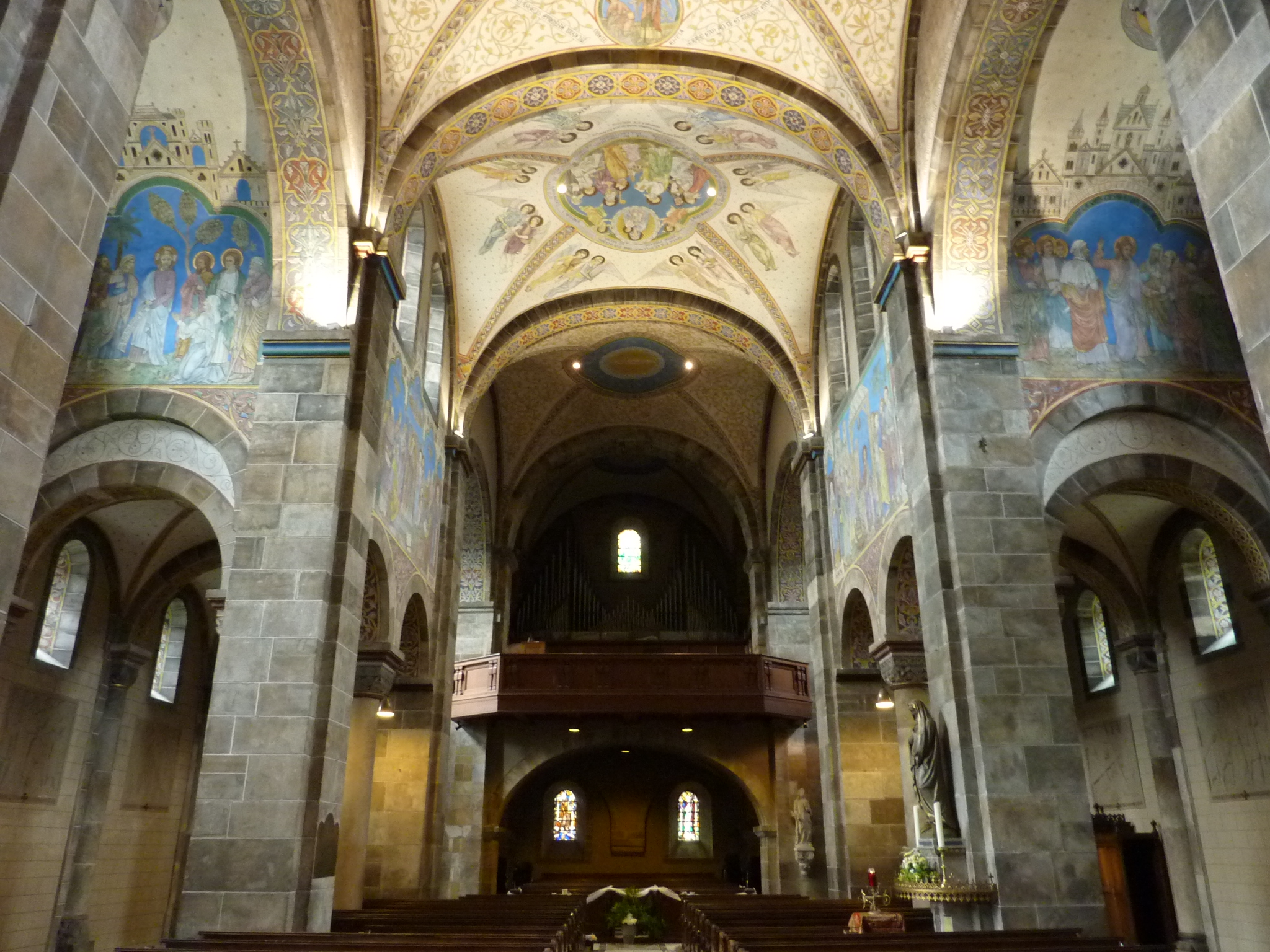
Décor intérieur de l'église abbatiale de Rolduc.

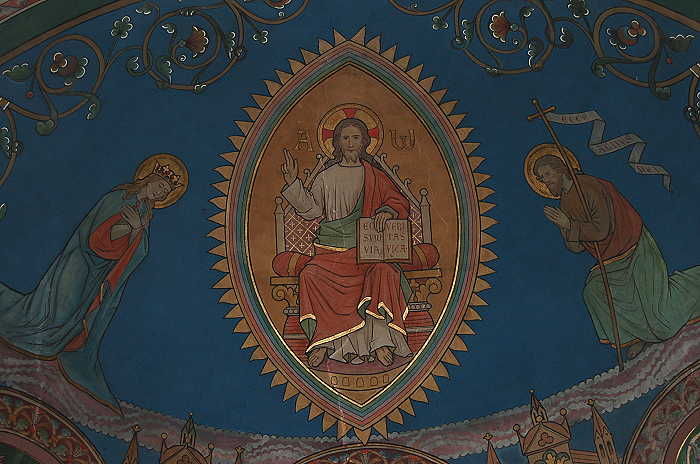
Fresque murale à l'église Sankt Briktius d'Oekoven.

Matthias Goebbels est inspiré par le style historiciste du mouvement nazaréen, un groupe d'artistes rattachés au romantisme qui souhaitent refonder et revitaliser l'art par les valeurs spirituelles de la religion chrétienne.
Il réalise le décor peint de l'église de l'abbaye de Rolduc à Kerkrade, dans la province néerlandaise du Limbourg, près de la frontière allemande. Il réalise des peintures dans le style historiciste et nazaréen dans plus de 20 églises en Rhénanie ; la plupart d'entre elles ne sont plus conservées, mais on trouve des exemples bien conservés de sa peinture à l'église Sankt Briktius d'Oekoven, un district de Rommerskirchen, ainsi que dans l'ancien couvent de Marienborn à Hoven, un quartier de Zülpich. 
Il a également été chargé de peindre les ailes d'un retable gothique tardif réalisé par un atelier anversois dans l'église de Siersdorf, un quartier d'Aldenhoven, avec des images de la vie de Jésus ; il s'y est représenté ainsi que ses trois sœurs.